# スウォッチ・グループ
ザ・スウォッチ・グループ（The Swatch Group ）はスイス・ベルン州のビール（ビエンヌ）に本拠地を置き、多くのブランドを傘下に持つ世界最大の時計製造企業グループである。
スウォッチの創設者でもあるニコラス・G・ハイエック（Nicolas Hayek）が創業し、現在はニコラスの娘のナイラが会長を、息子のニック・ハイエック・ジュニア（Nick Hayek, Jr.）がCEOを務めている。日本を含む世界30カ国以上に、100%出資の現地法人を保有する。日本法人のスウォッチグループジャパンの本社は東京・銀座の中央通りにあって、系列の各ブランドが店舗を構えるニコラス・G・ハイエックセンターが同社の本拠地である。

## グループ企業

### 時計宝飾ブランド部門
下記ブランド参照

### 製造部門
- エタ - 汎用ムーブメント
- フレデリック・ピゲ - 高級機械式ムーブメント
- ユニベルソ - 時計針製造
- MECO - 竜頭、ボタン製造
- LASCOR - 時計ケース、時計ブレスレット製造
- NIVAROX - 部品製造
- Rubattel & Weyermann - 文字盤製造

等

### エレクトロニック・システム部門
EM MICROELECTRONIC、MICRO CRYSTAL、LASAG等

### 一般サービス部門
SWISS TIMING、ASULAB、CDNP、ICB等

## ブランド

### プレステージ・ラグジュアリ レンジ
- ブレゲ
- ハリー・ウィンストン
- ブランパン
- グラスヒュッテ・オリジナル
- ジャケ・ドロー
- レオン・アト
- オメガ

### ハイ レンジ
- ロンジン
- ラドー
- ユニオン・グラスヒュッテ

### ミドル レンジ
- ティソ
- バルマン
- サーチナ
- ミドー
- ハミルトン

### ベーシック レンジ
- スウォッチ
- フリック・フラック

## 自動車事業

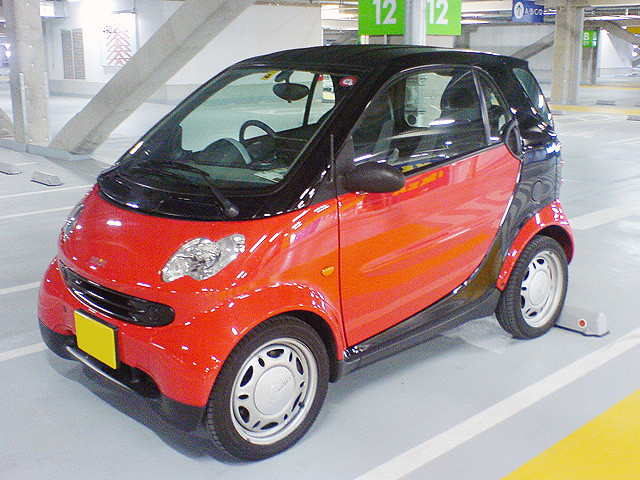
小型乗用車　スマート

スウォッチのようにかわいらしいマイクロカーを作ることを発案し、メルセデス・ベンツと合弁による小型車「スマート」を1997年に発売した。同事業は多大な損失を生み、現在ではダイムラー社の単独経営となっている。